# Linnebach-Ring
Der Linnebach-Ring geht zurück auf eine Stiftung der Opernsängerin Karoline Linnebach, geb. Bechthold-Frey (1877–1966), der Witwe des Erfinders und Bühnentechnikers Adolf Linnebach (1876–1963), der u. a. auch Gründungsvorsitzender der 1937 gegründeten Deutschen Bühnentechnischen Gesellschaft war. Von 1914 bis 1920 war er mit der Schriftleitung der „Bühnentechnischen Rundschau“ betraut.
Der Ring wurde bis 2015 auf Lebenszeit an den jeweils bekanntesten lebenden deutschen Bühnentechniker verliehen und gilt als höchste Auszeichnung der deutschen Bühnentechnik. 2015 durchbrach Siegfried Stäblein diese Regelung, indem er bereits zu seinen Lebzeiten den Ring an Karin Winkelsesser, Redakteurin der Fachzeitschrift Bühnentechnische Rundschau und Beauftragte der Deutschen Theatertechnischen Gesellschaft, weiterreichte.

## Preisträger
- 1977: Adolf Zotzmann
- 1997: Helmut Großer[6]
- 2011: Siegfried Stäblein
- 2015: Karin Winkelsesser[7]